# Laguna Dalga
Laguna Dalga è un comune spagnolo di 898 abitanti situato nella comunità autonoma di Castiglia e León.